# Stanisław Ocetkiewicz
Stanisław Ocetkiewicz von Julienhort (ur. 5 maja 1835 w Skawinie, zm. 29 lipca 1916 w Ołomuńcu) – tytularny generał major cesarskiej i królewskiej Armii.

## Życiorys
Urodził się jako syn sierżanta. Z wyróżnieniem ukończył wojskowy zakład wychowawczy, a następnie studiował w galicyjskim Instytucie Wojskowym oraz wojskowym Instytucie Pedagogicznym i Szermierczym w Wiener Neustadt. W wojsku austriackim służył 42 lata. Służbę rozpoczął 2 lipca 1852 w 10 Pułku Piechoty.
Walczył w wojnie francusko-austriackiej w 1859 między innymi w bitwie pod Solferino. Po zakończeniu wojny w stopniu porucznika odkomenderowany został do szkolnictwa wojskowego przez 20 lat nauczał w szkołach kadetów w Budapeszcie, Wiedniu i Łobzowie. W wojnie prusko-austriackiej w 1866 walczył w 57 Pułku Piechoty biorąc udział w bitwie pod Sadową i Königgrätz. W 1879 powrócił do służby liniowej na stanowisko dowódcy kompanii stacjonował w Ołomuńcu. W 1884 przeniesiony został do Galicyjskiego Pułku Piechoty Nr 15 do Tarnopola jako dowódca batalionu awansując do stopnia majora. W 1889 awansował do stopnia podpułkownika. 20 maja 1892 został mianowany pułkownikiem. W grudniu 1893 został przeniesiony do Galicyjskiego Pułku Piechoty Nr 30 we Lwowie na stanowisko komendanta pułku. 23 marca 1895 został nobilitowany. 1 maja 1898 został przeniesiony w stan spoczynku w stopniu tytularnego generała majora. Zamieszkał we Lwowie, krótko przed wybuchem I wojny światowej przeniósł się do Ołomuńca.
Był wyznania rzymskokatolickiego. 23 marca 1895 otrzymał I stopień szlachectwa z przydatkiem „von Julienhort”. Miał trzy córki i syna, Artura Ocetkiewicza, austriackiego i polskiego urzędnika konsularnego.

## Ordery i odznaczenia
- Kawaler Orderu Korony Żelaznej (1899)[2]
- Medal Zasługi Wojskowej II klasy[2]
- Medal Wojenny (Kriegsmedaille)[2]
- Kawaler Orderu Korony Wendyjskiej (Meklemburgia-Schwerin)[2]
- Kawaler Orderu Zasługi Adolfa de Nassau (Nassau)[7]